# 寺町 (金沢市)
寺町（てらまち）は、石川県金沢市の町名。現行行政地名は寺町1丁目から5丁目。全域で住居表示実施済み。郵便番号は921-8033。

## 概要
寺町は、法島町、若草町、十一屋町、泉野町、野町、清川町、中川除町に囲まれている。

## 沿革
- 1963年（昭和38年）6月1日 - 住居表示実施により、長良町・桜畠一番丁・桜畠二番丁・桜畠三番丁・桜畠四番丁・桜畠五番丁・桜畠六番丁・桜畠七番丁・桜畠八番丁・桜畠九番丁・桜木一ノ小路・桜木二ノ小路・桜木三ノ小路・桜木四ノ小路・桜木五ノ小路・桜木六ノ小路・桜木八ノ小路・桜木九ノ小路・桜木十ノ小路・茶畠一ノ小路・茶畠二ノ小路・堀込町・野田寺町二丁目・野田寺町三丁目の全部及び桜畠十番丁・桜木七ノ小路・沼田町・笹下町二ノ小路・野田寺町一丁目・野田寺町四丁目・上石伐町・泉野町・泉野町一丁目・泉野町二丁目・十一屋町の各一部をもって成立[4]。
- 1967年（昭和42年）9月1日 - 住居表示実施により、笹下町一ノ小路・笹下町二ノ小路・野田寺町四丁目・野田寺町五丁目・上石伐町・蛤坂新道の全部及び六斗林三丁目・笹下町三ノ小路・泉寺町・蛤坂町の各一部を編入[5]。

## 町域の変遷
| 実施後    | 実施年                   | 実施前 |
| --------- | ------------------------ | --- |
| 寺町1丁目 | 1963年（昭和38年）6月1日 | 長良町、桜畠一番丁の全部及び野田寺町一丁目、野田寺町二丁目、桜畠二番丁、桜木一ノ小路、泉野町、十一屋町の各一部                                                                                     |
| 寺町2丁目 | 1963年（昭和38年）6月1日 | 桜木二ノ小路、桜木三ノ小路、桜木四ノ小路、桜木五ノ小路、桜木六ノ小路、桜木八ノ小路、桜木九ノ小路、桜木十ノ小路の全部及び桜木一ノ小路、桜木七ノ小路、野田寺町二丁目、野田寺町三丁目、泉野町の各一部 |
| 寺町3丁目 | 1963年（昭和38年）6月1日 | 桜畠三番丁、桜畠四番丁、桜畠五番丁、桜畠六番丁、桜畠七番丁、桜畠八番丁、桜畠九番丁の全部及び桜畠二番丁、桜畠十番丁、野田寺町三丁目、上石伐町の各一部                                               |
| 寺町4丁目 | 1963年（昭和38年）6月1日 | 堀込町、茶畠一ノ小路、茶畠二ノ小路の全部及び野田寺町三丁目、野田寺町四丁目、笹下町二ノ小路、桜木七ノ小路、沼田町、泉野町一丁目、泉野町二丁目の各一部                                               |
| 寺町5丁目 | 1967年（昭和42年）9月1日 | 上石伐町、蛤坂新道、野田寺町四丁目、野田寺町五丁目、笹下町一ノ小路、笹下町二ノ小路の全部及び笹下町三ノ小路、六斗林三丁目、泉寺町、蛤坂町の各一部                                                   |

## 小・中学校の学区
市立小・中学校に通う場合、学区は以下のとおりとなる。
| 町丁      | 街区        | 番号        | 小学校             | 中学校             |
| --------- | ----------- | ----------- | ------------------ | ------------------ |
| 寺町1丁目 | 寺町1丁目   | 寺町1丁目   | 金沢市立泉野小学校 | 金沢市立野田中学校 |
| 寺町2丁目 |             |             | 金沢市立泉野小学校 | 金沢市立野田中学校 |
| 寺町3丁目 |             |             | 金沢市立泉野小学校 | 金沢市立野田中学校 |
| 寺町4丁目 | 1番         | 20号 - 36号 | 金沢市立泉野小学校 | 金沢市立野田中学校 |
| 寺町4丁目 | 2番 - 10番  |             | 金沢市立泉野小学校 | 金沢市立野田中学校 |
| 寺町4丁目 | 11番        | 1号         | 金沢市立泉野小学校 | 金沢市立野田中学校 |
| 寺町4丁目 | 11番        | 3号 - 9号   | 金沢市立泉野小学校 | 金沢市立野田中学校 |
| 寺町4丁目 | 12番        | 1号 - 11号  | 金沢市立泉野小学校 | 金沢市立野田中学校 |
| 寺町4丁目 | 12番        | 26号 - 32号 | 金沢市立泉野小学校 | 金沢市立野田中学校 |
| 寺町4丁目 | 13番 - 17番 |             | 金沢市立泉野小学校 | 金沢市立野田中学校 |
| 寺町5丁目 | 2番         | 1号 - 5号   | 金沢市立泉野小学校 | 金沢市立野田中学校 |
| 寺町5丁目 | 2番         | 87号 - 90号 | 金沢市立泉野小学校 | 金沢市立野田中学校 |
| 寺町4丁目 | 1番         | 1号 - 19号  | 金沢市立泉小学校   | 金沢市立泉中学校   |
| 寺町4丁目 | 1番         | 37号 - 46号 | 金沢市立泉小学校   | 金沢市立泉中学校   |
| 寺町4丁目 | 11番        | 2号         | 金沢市立泉小学校   | 金沢市立泉中学校   |
| 寺町4丁目 | 11番        | 10号 - 24号 | 金沢市立泉小学校   | 金沢市立泉中学校   |
| 寺町4丁目 | 12番        | 12号 - 25号 | 金沢市立泉小学校   | 金沢市立泉中学校   |
| 寺町4丁目 | 18番 - 19番 |             | 金沢市立泉小学校   | 金沢市立泉中学校   |
| 寺町5丁目 | 1番         | 1番         | 金沢市立泉小学校   | 金沢市立泉中学校   |
| 寺町5丁目 | 2番         | 6号 - 86号  | 金沢市立泉小学校   | 金沢市立泉中学校   |
| 寺町5丁目 | 3番 - 12番  |             | 金沢市立泉小学校   | 金沢市立泉中学校   |

## 施設
- 寺町寺院群
- 辻家庭園
- 日本基督教団桜木教会
- 金沢中警察署寺町交番

## 交通

### バス
- 北鉄バス（北陸鉄道・北鉄金沢バス・北鉄白山バス）寺町一丁目、寺町二丁目、寺町三丁目、寺町五丁目バス停

### 道路
- 寺町通り
- 城南通り